# Oraovac (Prijepolje)
Oraovac (Servisch: Ораовац) is een plaats in de Servische gemeente Prijepolje. De plaats telt 336 inwoners (2002).